# El Copal (Guanajuato)
El Copal es una localidad del estado mexicano de Guanajuato. Es parte del municipio de Irapuato.

## Demografía
| Gráfica de evolución demográfica |
|                                  |

| Censo | Población |
| ----- | --------- |
| 1900  | 525       |
| 1910  | 515       |
| 1921  | 460       |
| 1930  | 364       |
| 1940  | 450       |
| 1950  | 564       |
| 1960  | 703       |
| 1970  | 885       |
| 1980  | 913       |
| 1990  | 1 226     |
| 2000  | 1 409     |
| 2010  | 1 431     |
| 2020  | 1 420     |